# Ерман Гавірія
Ерман Гавірія (ісп. Hermán Gaviria, нар. 27 листопада 1969, Карепа — пом. 24 жовтня 2002, Калі) — колумбійський футболіст, що грав на позиції півзахисника.
Виступав за колумбійські клуби «Атлетіко Насьйональ», «Депортес Толіма», «Депортіво Калі» та «Атлетіко Букараманга» і японський «Сьонан Бельмаре», а також національну збірну Колумбії, разом з якою був учасником чемпіонату світу, олімпійських ігор та трьох кубків Америки.

## Клубна кар'єра
У дорослому футболі дебютував 1990 року виступами за команду клубу «Атлетіко Насьйональ», в якій провів вісім сезонів, взявши участь у 218 матчах чемпіонату. Більшість часу, проведеного у складі «Атлетіко Насьйональ», був основним гравцем команди і допоміг команді стати дворазовим чемпіоном Колумбії та двічі виграти один Міжамериканський кубок. Крім того 1995 року гравець недовго на правах оренди пограв за клуб «Депортес Толіма».
1998 року Гавірія перейшов у «Депортіво Калі», з яким у першому ж ссезоні знову виграв національний чемпіонат.
2001 року недовго грав за «Сьонан Бельмаре» у другій японській Джей-лізі, після чого повернувся на батьківщину, ставши граівцем «Атлетіко Букараманга».
Останнім клубом Гавірії став «Депортіво Калі», у складі якого вже виступав раніше. Прийшов до команди 2002 року, захищав її кольори до припинення виступів на професійному рівні у 2002.
24 жовтня 2002 року під час передматчевого тренування в Калі в Ернана Гавірію влучила блискавка, і він помер на місці. Під час цієї грози отримав смертельний удар і партнер Ермана по команді Джованні Кордова, який помер на третій день. У Гавірії залишилися дружина і двоє дітей.

## Виступи за збірну
1992 року Гавірія брав участь в літніх Олімпійських іграх 1992 в Барселоні, де був основним гравцем, проте не допоміг своїй команді вийти з групи.
1993 року дебютував в офіційних матчах у складі національної збірної Колумбії.
У складі національної збірної Колумбії був триразовим учасником розіграшу Кубка Америки — 1993 року в Еквадорі, на якому команда здобула бронзові нагороди, 1995 року в Уругваї, на якому команда повторила свій результат, та 1997 року у Болівії в Еквадорі. Також Гавірія був включений в заявку команди на чемпіонату світу 1994 року у США, де зіграв у двох матчах, забивши в останньому з них гол у ворота швейцарців (2:0), проте команда посіла останнє місце і покинула турнір.
Всього протягом кар'єри у національній команді провів у формі головної команди країни 40 матчів, забивши 5 голів.

## Титули і досягнення
- Бронзовий призер Кубка Америки: 1993, 1995